# Alvarães
Alvarães – miasto i gmina w Brazylii, w stanie Amazonas. Znajduje się w mezoregionie Centro Amazonense i mikroregionie Tefé.